# 노코나

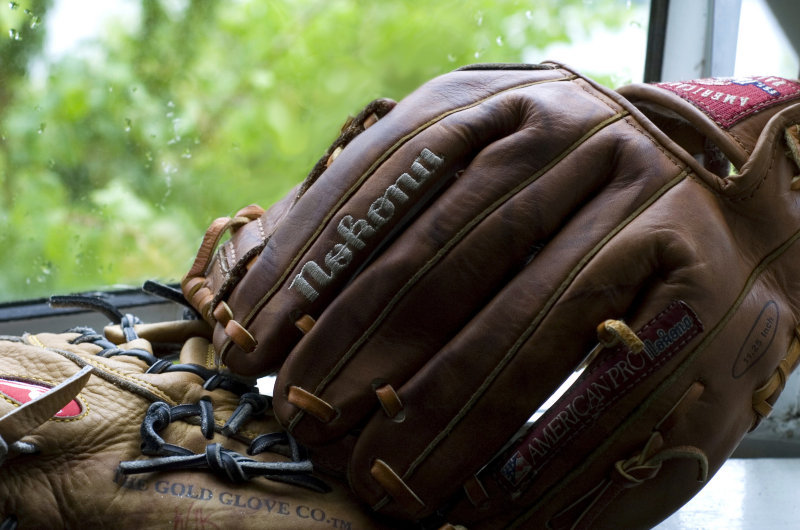

노코나(영어: Nokona)는 1934년부터 만들어진 미국의 야구용품을 생산하는 기업이며 글러브를 미국에서 제작하는 몇 안되는 기업이다. 한국에서 잘 알려지지 않은 기업이지만 미국 내에서는 인지도가 꽤 높다. 한국 내에서는 버팔로 가죽을 쓰는 걸로 유명하지만 이는 버팔로가 아니라 들소(American Bison)이다. 이 밖에도 노코나 글러브에 쓰이는 가죽은 스티어하이드, KIP, 캥거루 등이 있으며 글러브 오더 옵션 중 하나로 악어(American Caiman) 가죽으로 만들기도 한다.